# Auguste Désiré de Thuin
Auguste-Désiré de Thuin (Mons, 1er juin 1801 - 22 septembre 1868) était un homme politique belge, de tendance libérale.

## Biographie
Auguste-Désiré de Thuin est le fils de Louis Félix Joseph de Thuin, avocat à la Cour de Mons, puis notaire, maire-adjoint de Mons de 1800 à 1814, échevin de Mons de 1817 à 1835, membre des États de Hainaut et de la Régence de la ville de Mons, et de Marie Françoise Martine Josèphe Troye (sœur de Charles Stanislas Troye). Il épouse sa cousine Charlotte Angélique Estelle Adolphine Troye, sœur de Louis Troye ; leur fils, Alfred Dethuin, sera aussi un homme politique belge.
Après ses études en droit à l'Université de Liège, conclu par l'obtention d'un doctorat en droit, il devient notaire puis avocat. Membre de la commission administrative de l'Hospice de Mons, conseiller communal en 1836 puis échevin en 1846, il est bourgmestre de Mons de 1849 à 1866. Durant son mandat, il est confronté à des manifestations le 29 et 30 mai 1857 contre le collège jésuite de la ville, durant lesquels les manifestants brisent les vitres et tentes d'envahir l'établissement, ce qui le conduit à faire appel à la garde civique et l'armée en renfort. Il donne sa démission en 1866 à la suite de graves ennuis de santé.
Il est aussi membre du Sénat de 1851 à 1863.
Il est membre du Cercle archéologique de Mons.

## Distinction
- Officier de l'ordre de Léopold